# Langwasser
Langwasser is een stadsdeel van de Duitse gemeente Neurenberg, deelstaat Beieren, en telt 31.033 inwoners (2005).